# Morkillia acuminata
Morkillia acuminata är en pockenholtsväxtart som beskrevs av Rose & Painter. Morkillia acuminata ingår i släktet Morkillia och familjen pockenholtsväxter. Inga underarter finns listade i Catalogue of Life.